# لوکوس

ساختار لوکوس مرسوم. ۱) سیلیکون ۲) دی‌اکسید سیلیکون

لوکوس (به انگلیسی: LOCOS)، مخفف اکسایش محلی سیلیکون (به انگلیسی: Local Oxidation of Silicon)، یک فرایند ریزساخت است که در آن سیلیسیم دی‌اکسید در نواحی انتخاب‌شده روی یک ویفر سیلیکون با واسط Si-SiO2 در نقطه‌ای پایین‌تر از بقیه سطح سیلیکون تشکیل می‌شود.
این فناوری برای ایزوله‌کردن ترانزیستورهای ماس از یکدیگر و محدود کردن اثر متقابل (به انگلیسی: cross-talk) ترانزیستور توسعه یافته‌است. هدف اصلی ایجاد یک ساختار عایق‌سازی اکسید سیلیکون است که به زیر سطح ویفر نفوذ کند، به طوری که واسط Si-SiO2 در نقطه‌ای پایین‌تر از بقیه سطح سیلیکون رخ دهد. با زدایش اکسید میدان به راحتی نمی‌توان به این مهم دست یافت. به‌جای آن از اکسایش حرارتی ناحیه‌های انتخاب‌شده پیرامون ترانزیستور استفاده می‌شود. اکسیژن در عمق ویفر نفوذ می‌کند، با سیلیسیم واکنش می‌دهد و آن را به اکسید سیلیکون تبدیل می‌کند. به این ترتیب یک ساختار مدفون (به انگلیسی: immersed) شکل می‌گیرد. برای اهداف طراحی و تحلیل فرایند، می‌توان اکسایش سطوح سیلیکون را با استفاده از مدل دیل-گروو به‌طور مؤثر مدل کرد.

## فرایند
مراحل مرسوم فرایند به شرح زیر است:
I. تهیه زیرلایه سیلیکون (لایه ۱)

II. سی‌وی‌دی از SiO2، پد/اکسید بافر (لایه ۲)
III. سی‌وی‌دی از Si3N4، ماسک نیترید (لایه ۳)
IV. زدایش لایه نیترید (لایه ۳) و لایه اکسید سیلیکون (لایه ۲)
V. رشد حرارتی اکسید سیلیکون (ساختار ۴)
VI. رشد بیشتر اکسید سیلیسیم حرارتی (ساختار ۴)
VII. حذف ماسک نیترید (لایه ۳)
چهار لایه/ساختار اساسی وجود دارد:
1. Si، زیرلایه سیلیکون، ویفر
2. SiO2 در، بافر اکسید (اکسید پد)، بخار شیمیایی اکسید نِهِشت سیلیکون
3. ماسک Si3N4، نیترید
4. SiO2، اکسید عایق، اکسایش حرارتی